# Highbury

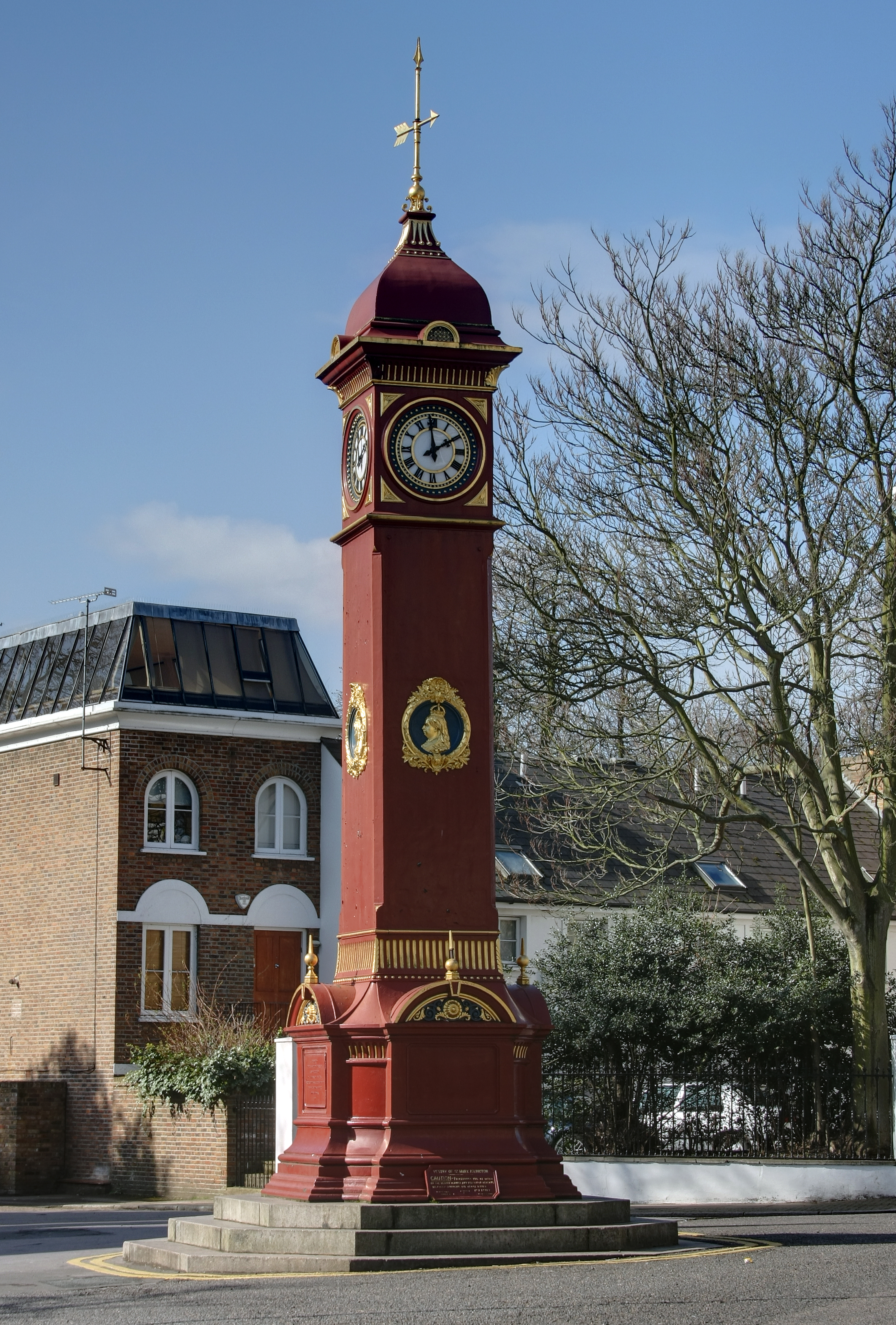
Highbury Clock, em Highbury

Highbury é um distrito no borough de Islington, na Região de Londres, na Inglaterra.
Em Highbury se localiza o Arsenal Stadium (também conhecido como Highbury), o antigo estádio do Arsenal Football Club.

## Distritos próximos
- Finsbury Park, ao norte Highbury
- Holloway, a oeste de Highbury
- Islington e Canonbury, ao sul de Highbury
- Newington Green, a leste de Highbury
- Stoke Newington, a nordeste de Highbury
- Barnsbury